# HIGHGRND
HIGHGRND（韓語：하이그라운드 연예기획사）是由加籍韓裔歌手與音樂製作人Tablo創辦於2015年3月的獨立音樂公司，主要用意發展韓國地下音樂。虽然公司所屬YG娛樂旗下的音樂廠牌，但業務經營自主。
2018年4月，多數歌謠界相關人士表示，從年初開始，HIGHGRND的代表理事職位產生空缺，底下員工都回歸到了YG娛樂，除了所屬歌手們的經紀人，幾乎沒有Label職員，且位於弘大的HIGHGRND辦公室也關門了，甚至與其他品牌的合作或掛出HIGHGRND廠牌名字的新項目也都沒有實現。6月，YG娛樂表示之後將更換HIGHGRND的名稱和業務爲YGX，不僅發掘新人，並將同時進行多樣化的娛樂業務。

## 曾簽約艺人
| 独立音乐人       | 韓文 | 表演形態 | 成員                                                 | 性別 | 國籍                        | 出生日期                                               | 出道日期 | 語言 (韩文外) |
| Idiotape         |      | 电子乐团 | Dguru申東勳合成器/混合器 Zeze申範浩合成器 DR朴鍾榮鼓 | 男   |                             | 1978年6月22日 1981年2月7日 1977年12月29日              | 2007年   |               |
| The Black Skirts |      | 一人樂團 | Bryan Cho赵休日                                      | 男   | 美国                        | 1982年12月5日                                          | 2008年   | 英文 西班牙文 |
| hyukoh           |      | 樂團     | 吳赫主唱 林賢帝吉他手 任童健貝斯手 李仁雨鼓手        | 男   |                             | 1993年10月5日 1993年7月31日 1993年4月4日 1993年6月14日 | 2014年   | 中文 英文     |
| offonoff         |      | 创作歌手 | 0channel徐志浩製作人 Colde金希秀歌手                 | 男   | 1994年4月16日 1994年5月10日 | 2015年                                                 | 英文     |               |
| Punchnello       |      | 饒舌歌手 | 李英信                                               | 男   | 1997年5月28日               | 2016年                                                 |          |               |
| Code Kunst       |      | 製作人   | 曹成佑                                               | 男   | 1989年12月18日              | 2013年                                                 | 中文     |               |
| millic           |      | 製作人   | 全胜贤                                               | 男   | 1993年4月24日               | 2015年                                                 | 英文     |               |
| 8                |      | 製作人   | 安炳圭                                               | 男   | 1997年5月20日               | 2016年                                                 |          |               |

## 外部連結
- HIGHGRND的Instagram帳戶 （页面存档备份，存于）
- HIGHGRND的X（前Twitter）
- HIGHGRND的Facebook專頁 （页面存档备份，存于）